# Свети Никола (Подгорци)
Вижте пояснителната страница за други значения на Свети Никола.
„Свети Никола“ (на македонска литературна норма: „Свети Никола“) е възрожденска църква в стружкото село Подгорци, Северна Македония. Църквата е част от Стружкото архиерейско наместничество на Дебърско-Кичевската епархия на Македонската православна църква – Охридска архиепископия. Изградена е в 1845 година, а изписана в 1847 година по времето на султан Абдул Меджид I. Осветена е от митрополит Дионисий Преспански и Охридски. Иконостасът е дело на зографи от Галичник.
През май-юли 2018 година стенописите са реставрирани.